# Accident d'un Bombardier Q400 en baie de Seattle
L'accident d'un Bombardier Q400 en baie de Seattle, le 10 août 2018, concerne un Bombardier Q400 de la compagnie aérienne Horizon Air volé à l'aéroport international de Seattle-Tacoma, aux États-Unis par Richard Russell, 29 ans, un opérateur au sol de cette compagnie qui n'avait reçu aucune formation de pilotage mais qui avait réussi à faire décoller l'appareil sans autorisation. 
Deux avions militaires F-15 de la Garde nationale aérienne de l'Oregon furent dépêchés pour escorter l'appareil. La tour de contrôle de l'aéroport parvint à établir un contact radio avec Russell, l'unique occupant de l'avion, qui se décrivait alors comme un « mec brisé, j'ai quelques boulons mal vissés, j'imagine »,.  
Environ une heure et quinze minutes après le décollage, Russell se suicide en écrasant son avion sur l'Île Ketron (Puget Sound). 

## Avion

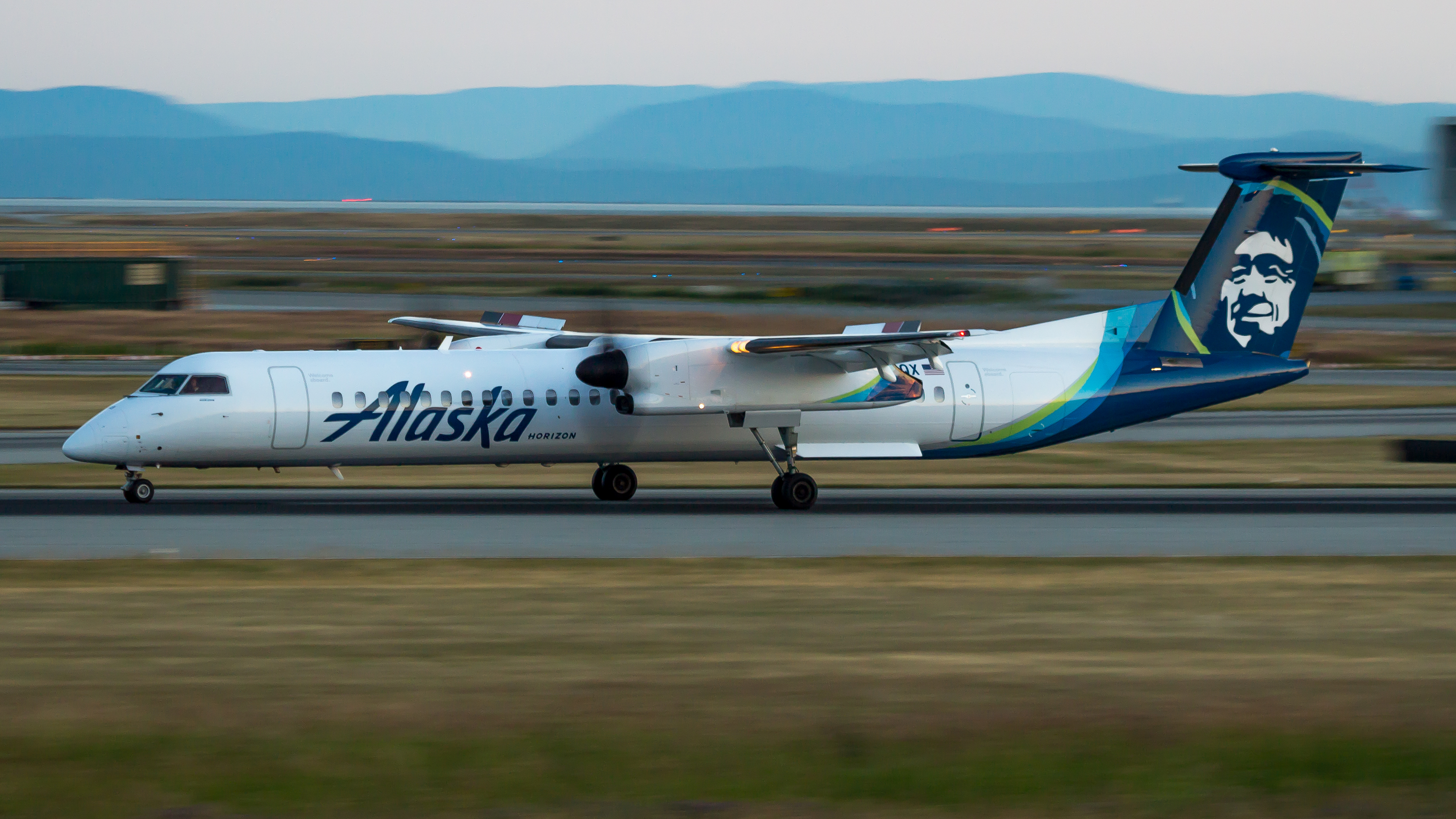
un Bombardier Q400 en train de décoller

L'avion impliqué dans l'incident était un Bombardier Q400, détenu par la compagnie Horizon Air (et exploité par Alaska Airlines) sous l'identification N449QX,, et avec 4410 comme numéro de série. L'appareil est pour la première fois mis en service en 2012, lorsqu'il est acheté puis livré à la compagnie. L'avion atterrit à l'aéroport de Seattle-Tacoma à 13:35 heure locale l'après-midi de l'incident, après avoir été utilisé pour un trajet reliant Victoria (Colombie-Britannique) à Seattle. Il n'était pas censé redécoller de la journée.

## Incident
L'avion est volé au cargo 1, situé à l'extrémité nord de l'aéroport, puis conduit jusqu'à la piste 16C en passant par des voies réservées aux équipes au sol. La tour de contrôle tente à plusieurs reprises de contacter le pilote de l'appareil afin de l'identifier, sans réponse. Un jet d'Alaska Airlines au sol signale que l'avion entame son accélération afin de décoller, ce qui fait fumer les roues. La tentative de décollage réussit, et l'avion rejoint les airs à 19:32 heure locale,,,. En raison de l'illégalité de la manœuvre, deux F-15 de la Garde nationale aérienne de l'Oregon arrivent à sa hauteur autour de 20:15 après avoir décollé de leur base de Portland,. Tous deux sont armés de missiles air-air AIM-9 Sidewinder et AIM-120 AMRAAM et atteignent des vitesses supersoniques, franchissant le mur du son alors qu'ils se dirigent vers la zone de Puget Sound,. Un Boeing KC-135R Stratotanker permettant de ravitailler les F-15 en hydrocarbures est également dépêché sur place. Tous les vols entrant et sortant de l'aéroport de Seattle-Tacoma sont suspendus temporairement.
La tour de contrôle parvient à entrer en contact avec le pilote de l'avion. Les échanges sont rapidement enregistrés et diffusés par des médias numériques. Lorsque le contrôleur aérien a proposé que l'avion atterrisse à la base aérienne Lewis-McChord, le pilote a refusé : "Ces gars vont me défoncer si j'essaye d'atterrir là-bas. Je pense que je vais peut-être me foirer ici, aussi. C'est pas ce que je veux". Il demande ensuite à la tour de contrôle s'il pouvait avoir un emploi auprès d'Alaska Airlines en qualité de pilote s'il atterrissait l'appareil sans lui causer de dégâts. La tour répond "ils vous donneront n'importe quel emploi si tout s'arrête là", ce à quoi il répond "Ouais, d'accord ! Maintenant, je suis un mec en blanc" ("Now I'm a white guy", faisant probablement référence à la couleur de chemise des pilotes de ligne). Il émet l'envie d'effectuer "quelques manœuvres pour voir de quoi [l'avion] est capable", avant de demander les coordonnées d'une orque qui avait fait les grands titres de la presse nationale, disant "je veux voir ce gars". Il explicite sa volonté de ne blesser ou heurter personne, et, dans les dernières minutes de la communication, s'excuse auprès de ses amis et de sa famille. Vers la fin du vol, est aperçu en train d'effectuer un tonneau au-dessus de Puget Sound, se redressant à environ 10 pieds (3 m) de la surface de l'eau. D'après un pilote vétéran, la manœuvre "semblait plutôt bien réalisée, sans caler ni arracher les ailes". Lorsque le contrôleur aérien demande que l'avion atterrisse après le tonneau, Russell déclare "Je sais pas. Je veux pas. J'espérais que tout s'arrêterait là, tu vois ?", avant de rajouter qu'il ne "prévoyait pas vraiment de le poser".
Les deux F-15 ont tenté de diriger l'avion vers l'océan Pacifique, et ne lui ont pas tiré dessus. Le Q400 s'écrase à 20:43 heure locale sur l'Île Ketron (Comté de Pierce, État de Washington) tuant Richard Russell et détruisant l'appareil,,. L'équipage d'un pousseur est le premier à arriver sur les lieux. Retardés par la vitesse du ferry, les pompiers et sauveteurs arrivent sur l'île une heure et demie après le crash, et sont encore davantage ralentis par la végétation dense de l'île. L'incendie alimenté par les réserves de kérosène de l'avion s'est étendu sur une surface de 2 acres (un peu moins d'un hectare), et est complètement éteint le matin suivant,. Aucun des résidents de l'île n'est blessé, malgré la présence à proximité immédiate des lieux de l'accident d'une cabine, qui était déserte aux moments des faits.

## Enquête
Le sheriff de la police du comté de Pierce a à la fois remercié les citoyens pour les informations précises qu'ils ont fournies, et annoncé que les autorités fédérales seraient chargées de l'affaire, en particulier les agents du FBI de Seattle. Il donne l'identité du pilote, Richard Russell, 29 ans,, décrit comme suicidaire et soulignant que ses actions ne constituaient pas un "acte terroriste". Le PDG d'Alaska Air Group Brad Tilden a annoncé le même jour la pleine coopération de son entreprise avec la Federal Aviation Administration, le FBI, et le Conseil national de la sécurité des transports, et qu'il "ferait tout ce qui est en [son] pouvoir pour établir la vérité",. Le 12 août, le FBI déclare avoir trouvé les boîtes noires de l'avion. Ces dernières ont été transférées pour analyses au Conseil national de la sécurité des transports.
Le 9 novembre, le FBI annonce la fin de son enquête. La cause terroriste est définitivement écartée, le corps de Russell a été retrouvé et il était seul à bord, sans complices. La descente finale vers l'île Kerton a été effectuée par Russell de manière intentionnelle, le suicide étant la cause de sa mort,. D'après le FBI, "Les interrogatoires de ses collègues de travail, ses amis et sa famille — et l'étude des fadettes de Russell pendant l'incident — n'ont pas permis de déterminer que le vol de l'avion était relié à une activité criminelle de plus grande envergure ou à un idéologie terroriste. Malgré les efforts des enquêteurs pour trouver ce qui aurait pu causer la dépression de Russell, aussi bien dans son contexte professionnel que personnel, aucun élément précis ne permet d'établir ce qui l'a motivé à passer à l'acte".

## Richard Russell
Richard Russell était un opérateur au sol pour Horizon Air originaire de Sumner (État de Washington). Il faisait alors partie d'une équipe de remorquage, qui positionnait les avions avant leur décollage, occupant ce poste pour près de quatre ans. L'un de ses supérieurs le qualifiait de "gars calme" qui était "apprécié de ses collègues". Lors de son échange avec la tour de contrôle, Russell s'est plaint des salaires, disant : "Le salaire minimum, on l'attribuera à ça. Peut-être que ça va faire changer les choses auprès des patrons".
Russell naît à Key West en Floride, et déménage à Wasilla en Alaska à l'âge de sept ans. Pendant son enfance, ses amis et sa famille le surnomment "Beebo". Il est étudiant à la Wasilla High School, où il pratique la boxe et participe à des compétitions d'athlétisme. Il occupait le poste d'arrière latéral dans l'équipe de football américain du lycée, marquant six essais au cours de sa dernière année, après quoi il déménage dans le Dakota du Nord pour rejoindre l'équipe de football américain de l'Université d'État de Valley City. Ses résultats y sont décevants. Il finit par en partir pour rejoindre le Southwestern Oregon Community College, où il rencontre sa future femme lors d'une réunion Crusade for Christ. Ils se marient en 2012. Ensemble, ils ouvrent une boulangerie à North Bend, dans l'Oregon. Ils vendent la boulangerie en 2015 pour que sa femme puisse se rapprocher de sa famille, installée à Sumner dans l'État de Washington. C'est à cette occasion que Russell trouve un emploi chez Horizon Air. Il était un grand voyageur et a fréquenté le campus international de l'Université de l'État de Washington, où il se spécialise en sciences sociales. Il souhaitait initialement chercher un poste à la direction de Horizon Air ou devenir officier militaire après avoir obtenu son diplôme. Il était actif dans son église et en dirigeait l'organisation chrétienne locale de la jeunesse, Young Life.
Le PDG d'Horizon Air Gary Beck a déclaré que, à la connaissance de la compagnie, Russell n'avait pas de licence de pilote. Il a également dit que les manœuvres aériennes étaient "incroyables" et qu'il "ne savait pas comment [Russell] avait pu les réaliser". Pendant son échange avec la tour de contrôle, Russell disait qu'il "[savait] à peu près ce [qu'il] faisait" parce qu'il avait acquis de l'expérience à travers les jeux vidéos. Après l'incident, Joel Monteith, un pilote de SkyWest Airlines, s'est souvenu qu'en 2017, il avait vu et interpellé Russell et un autre homme en train de "toucher et actionner des interrupteurs" dans le cockpit d'un avion SkyWest stationné à l'aéroport de Seattle. Monteith a déclaré que les hommes lui avaient dit qu'ils s'entraînaient à utiliser le groupe auxiliaire d'énergie de l'avion afin de pouvoir le remorquer, mais qu'ils avaient un comportement "suspect", surtout lorsqu'ils sont partis précipitamment après son intervention. Monteith s'est également souvenu avoir échangé avec Russell dans le cockpit d'un Embraer 175 et qu'il lui avait posé des questions sur ses "habitudes, ce qu'il fallait faire pour préparer un avion et pour le faire décoller". Certains collègues ont dit que Russell s'était probablement entraîné à voler sur des logiciels de simulation de vol en ligne.
La famille de Richard Russell a publié un communiqué le 11 août, déclarant qu'ils étaient "choqués et endeuillés" et "dévastés par les évènements".

## Conséquences
Dans les jours qui ont suivi l'accident, des équipes de nettoyage et de traitement du sol engagées par Alaska Airlines et leurs assureurs ont travaillé sur le site pour enlever les débris. En 2019, cet effort de nettoyage était toujours en cours, des morceaux de l'avion faisant fréquemment surface un an après l'incident. Les résidents de l'île ont contribué à financer une partie des coûts de nettoyage et des négociations ont été engagées pour leur remboursement par les assureurs d'Alaska Airlines. L'avion valait 30 millions de dollars, somme qui a été intégralement perçue par la compagnie par l'intermédiaire de son assurance.
Le magazine Rolling Stone a réalisé une enquête sur l'incident publiée en 2021 dans laquelle certains amis et membres de la famille de Russell disent penser qu'il aurait pu subir des lésions cérébrales pendant ses années de football américain au lycée puis à l'université. Un de ses anciens coéquipiers de football américain a suggéré que son instabilité mentale avait été causée par une encéphalopathie traumatiqueps chronique non-diagnostiquée qui pourrait en effet provenir de chocs violents répétés.
Des vidéos et des transmissions radio de l'incident ont été publiées en ligne, créant presque immédiatement un mème le surnommant "Russell le roi du ciel" ("Russell tls,le FBI 
he Sky King" en anglais). Les internautes ont exprimé une sorte de lien émotionnel avec lui à travers des publications sur les réseaux sociaux, la confection de t-shirts et l'enregistrement de chansons en son honneur.
Le 14 avril 2022, le FBI a publié 567 pages de documents classifiés reliés à l'enquête,.